# Ché Nunnely
Ché Nunnely (Almere, 4 februari 1999) is een Nederlands voetballer die doorgaans als rechtsbuiten speelt. Hij tekende in januari 2023 na een proefperiode bij sc Heerenveen.

## Carrière

### Jong Ajax
Nunnely speelde in de jeugd van Almere City en FC Utrecht tot hij in 2012 naar de jeugd van Ajax vertrok. Hij debuteerde op 13 januari 2017 voor Jong Ajax in de Eerste divisie, in een met 0-0 gelijkgespeelde wedstrijd uit tegen FC Emmen. Hij kwam in de 70e minuut in het veld voor Kaj Sierhuis. Op 27 november 2017 scoorde Nunnely tegen FC Dordrecht (3-0 overwinning) zijn eerste goal in het profvoetbal. In seizoen 2017/18 werd hij met Jong Ajax kampioen van de Eerste divisie. Nunnely had daar met zes goals en vijf assists in 24 wedstrijden een mooi aandeel in. In de zomer van 2019 mocht hij vertrekken na 42 duels  en tien goals voor Jong Ajax in de Eerste Divisie.

### Willem II
Nunnely maakte in de zomer van 2019 de overstap naar Willem II. Hij maakte daar op 2 augustus zijn debuut tegen PEC Zwolle (3-1 winst) en was meteen goed voor een assist. Op 10 november maakte hij zijn eerste twee doelpunten voor de club in de verrassende 2-1 overwinning op PSV. Dat seizoen presteerde Willen bovenmaats goed en eindigde het op de vijfde plek. Nunnely was in zijn eerste Eredivisieseizoen goed voor vier goals en zes assists. Op 16 september 2020 maakte Nunnely zijn Europese debuut in de UEFA Europa League-kwalificatiewedstrijd tegen Progrès Niederkorn. In deze 5-0 overwinning scoorde hij de vierde goal. Nunnely scoorde acht goals dat seizoen maar zag toch Willem II op een teleurstellende veertiende plek. In zijn derde en laatste seizoen bij Willem II degradeerde de club uit de Eredivisie en liep het contract van Nunnely af. Hij kwam in drie jaar tot 95 wedstrijden voor Willem II, waarin hij negentien goals scoorde en elf assists gaf.

### SC Heerenveen
Nadat hij een half jaar zonder club zat, tekende hij op 19 januari 2023 een contract tot het einde van het seizoen met een optie voor twee extra jaar bij SC Heerenveen. 

## Clubstatistieken
| Seizoen         | Club            | Competitie      | Competitie | Competitie |
| Seizoen         | Club            | Competitie      | Wed.       | Dlp.       |
| --------------- | --------------- | --------------- | ---------- | ---------- |
| 2016/17         | Jong Ajax       | Eerste divisie  | 1          | 0          |
| 2017/18         | Jong Ajax       | Eerste divisie  | 24         | 6          |
| 2018/19         | Jong Ajax       | Eerste divisie  | 17         | 4          |
| Totaal beloften | Totaal beloften | Totaal beloften | 42         | 10         |

| Seizoen         | Club            | Competitie      | Competitie | Competitie | Beker | Beker | Internationaal | Internationaal | Totaal | Totaal |
| Seizoen         | Club            | Competitie      | Wed.       | Dlp.       | Wed.  | Dlp.  | Wed.           | Dlp.           | Wed.   | Dlp.   |
| --------------- | --------------- | --------------- | ---------- | ---------- | ----- | ----- | -------------- | -------------- | ------ | ------ |
| 2019/20         | Willem II       | Eredivisie      | 25         | 4          | 3     | 1     | —              | —              | 28     | 5      |
| 2020/21         | Willem II       | Eredivisie      | 32         | 7          | 1     | 0     | 2              | 1              | 35     | 8      |
| 2021/22         | Willem II       | Eredivisie      | 31         | 6          | 1     | 0     | —              | —              | 32     | 6      |
| 2022/23         | SC Heerenveen   | Eredivisie      | 13         | 1          | 2     | 0     | —              | —              | 15     | 1      |
| 2023/24         | SC Heerenveen   | Eredivisie      | 32         | 2          | 2     | 0     | —              | —              | 34     | 2      |
| 2024/25         | SC Heerenveen   | Eredivisie      | 16         | 0          | 2     | 0     | —              | —              | 18     | 0      |
| Totaal senioren | Totaal senioren | Totaal senioren | 149        | 20         | 11    | 1     | 2              | 1              | 155    | 22     |
| Totaal          | Totaal          | Totaal          | 191        | 30         | 11    | 1     | 2              | 1              | 197    | 32     |

Bijgewerkt t/m 25 juni 2025.

## Interlandcarrière
Nunnely maakte deel uit van verschillende Nederlandse nationale jeugdselecties. Hij kwam met Nederland –17 tot de halve finale op het EK –17 van 2016 en met Nederland –19 tot de halve finale op het EK –19 van 2017. Het team van Portugal was op allebei de toernooien de betere.
2 Hall ·
3 De Wijs ·
4 Kersten ·
5 Bochniewicz ·
6 Condé ·
7 Nunnely ·
8 Brouwers  ·
10 Sebaoui ·
11 Köhlert ·
13 Van der Hart ·
14 Smans ·
15 Ali ·
16 Linday ·
17 Hopland ·
18 Nicolaescu ·
20 Trenskow ·
21 Van Ee ·
22 Klaverboer ·
22 Van Keimpema ·
23 Bekkema ·
24 Luković ·
26 Rallis ·
27 Milovanović ·
28 Petrov ·
30 Jahanbakhsh ·
31 Jansen ·
32 Witteveen ·
32 Bouw ·
34 Woudstra ·
35 Oostra ·
39 Ahmed ·
44 Noppert ·
45 Braude ·
50 Gürbüz ·
Coach: Veldman
· Assistent-coach: Van den Berg
· Assistent-coach: Boufarra
· Assistent-coach: Brugge
· Keeperstrainer: Bekkema